# Cacosceles gracilis
Cacosceles gracilis là một loài bọ cánh cứng trong họ Cerambycidae.